# Frederick Franklin Schrader
Frederick Franklin Schrader (* 27. Oktober 1857 in Hamburg; † 1943) war ein deutschamerikanischer Autor und Herausgeber.

## Leben
Schrader war der Sohn eines US-Bürgers. Er arbeitete während des Ersten Weltkrieges eventuell für das Propagandabüro des deutschen Konsulats in Manhattan, New York. Er publizierte Artikel in International sowie als Mitherausgeber in der Wochenschrift The Fatherland von George Sylvester Viereck. Mit Viereck zusammen wurde er gegen Kriegsende vom  Senate Judiciary Committee zur Untersuchung deutscher Propaganda in den Vereinigten Staaten befragt. Schrader  wies den Vorwurf von sich, für diese Publikation 100.000 US$ von der Regierung des Deutschen Kaiserreiches erhalten zu haben.
Nach Kriegsende schrieb Schrader für den American Observer und die Amerikadeutsche Post und war Herausgeber des größten Presseorgans der Steuben Society of Amerika, den Issues of Today.  Er war eng mit Karl Oscar Bertling vom Berliner Amerika-Institut befreundet.

## Werke
- Handbook; Political, Statistical and Sociological, for German Americans and All Other Americans Who Have Not Forgotten the History and Traditions of Their Country and Who Believe in the Principles of Washington, Jefferson and Lincoln. New York. 1916
- 1683–1920. The Fourteen Points and What Became of Them; Foreign Propaganda in the Public Schools; Rewriting the History of the United States; the Espionage Act and How it Worked ... (etc. etc.) and a Thousand Other Topics. Concord Publishing Co. New York. 1920
- Prussia and the United States : Frederick the Great's influence on the American Revolution. Hoboken, N. J.: The Concord Society, 1923
- The Germans in the making of America. Vorwort: Edward F. McSweeney. Stratford Company 1924. Neuauflage: Dodo Pr (März 2007), ISBN 1-4067-0841-0
- The Concordat of 1933 between Holy See and German State. Pamphlet, 1933